# الطريقة الإدريسية

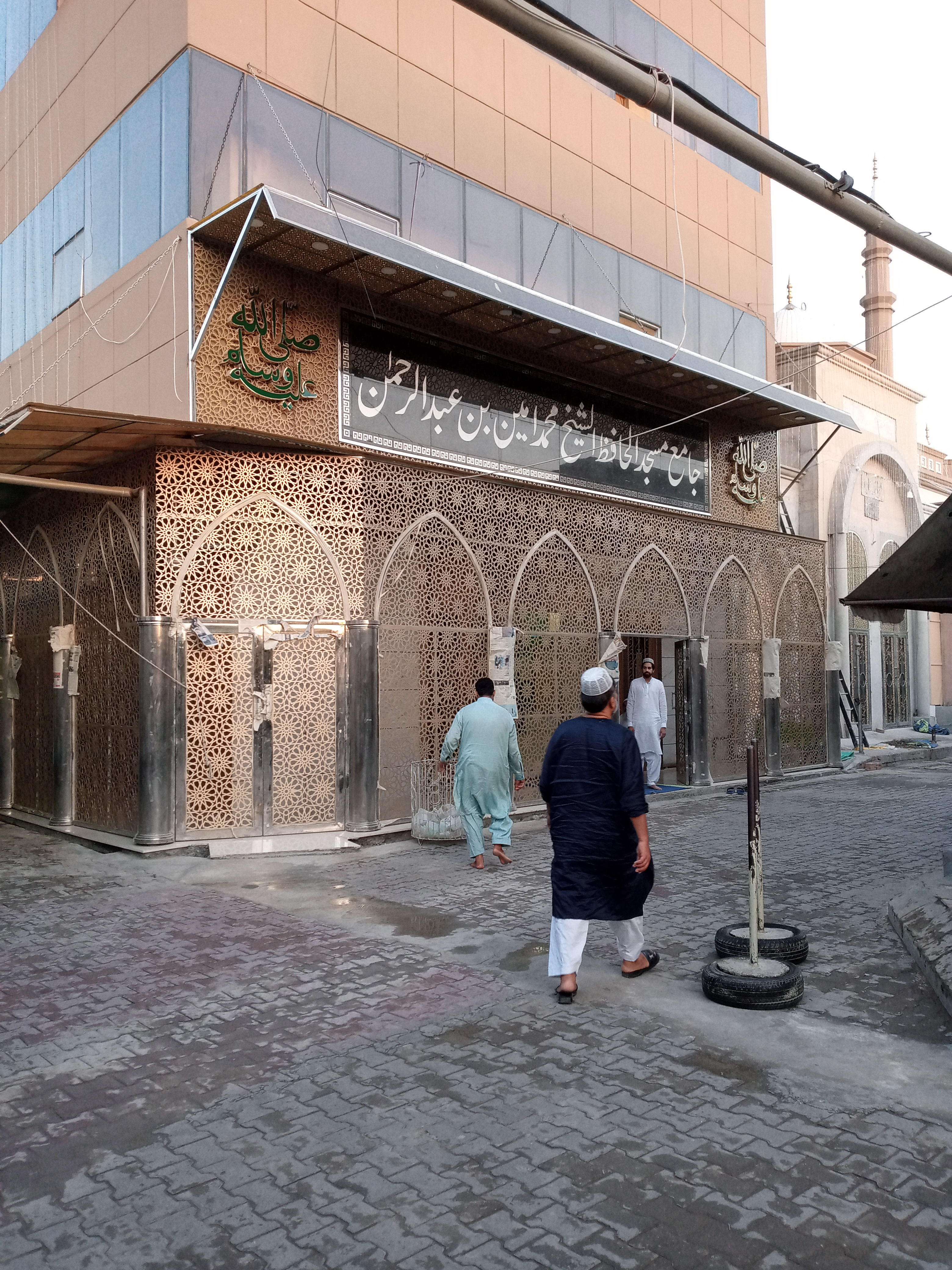

الطريقة الإدريسية هي إحدى الطرق الصوفية التي تعود إلى السيد أحمد بن إدريس الفاسي. وتسمى بالطريقة الأحمدية الإدريسية، وتسمى أيضًا بالمحمدية. وتنتشر الطريقة الإدريسية في اليمن والحجاز والشام ومصر والسودان وماليزيا وإندونيسيا. وشيخها السيد عبد الوهاب التازي الادريسي ابن السيد الحسن الادريسي ابن السيد محمد الشريف الادريسي ابن السيد عبد المتعال الادريسي ابن السيد أحمد ابن ادريس الفاسي.

## تفرعاتها
ونظرًا لكثرة تلاميذ الشيخ أحمد بن إدريس الفاسي وانتشارهم من المغرب العربي إلى جنوب شرق آسيا، فقد انتشر المشرب الأحمدي الإدريسي تحت فروع ومسميات كثيرة منها:
- السنوسية بليبيا.
- الرشيدية بالحجاز والشام.
- الميرغنية بالسودان ومصر.
- الدندراوية بجنوب شرق آسيا والسودان ومصر.
- الاخلاصية الزرقانية بالأسكندرية بمصر.
- الأحمدية الادريسية في الصومال واثيوبيا.